# Aburaage
L’aburaage (油揚げ, abura-age / aburage) est un aliment japonais produit à partir de soja. On l'obtient en coupant du tofu en fines tranches et en le mettant à frire, d'abord à 110-120 °C, puis dans un second bain à 180-200 °C. L’aburaage est souvent utilisé pour envelopper des inarizushi (稲荷寿司) et peut être ajouté à la soupe miso. Il peut aussi être farci de nattō avant d'être à nouveau frit.
Il existe aussi une version coupée en tranches plus épaisses, appelée atsuage (厚揚げ) ou namaage (生揚げ).
On en met aussi sur des plats de nouilles udon, qui sont alors appelés kitsuneudon, les « udon du renard », d’anciens récits véhiculant l’idée que ces animaux seraient irrésistiblement attiré par le tofu frit, particulièrement l’aburaage, qui était placé près des cultures pour faire venir l’animal. 
Les Japonais ont été les premiers à préparer des poches de tofu frites. Toutefois, on connaît peu de chose sur leur apparition dans l'histoire. Le livre de recettes Tofu hyakuchin (豆腐百珍, « Cent plats à base de tofu ») de 1782 donne une recette de tofu frit, mais il n'est pas clair si le résultat obtenu était une poche de tofu.
On sait que les poches de tofu existaient en 1853, date à laquelle les inarizushi (des poches de tofu remplies de riz vinaigré) ont commencé à être préparées.
Grâce à leur longue durée de conservation, leur poids léger et la complexité de leur production, les poches de tofu se prêtent bien à la production à grande échelle industrielle et aux réseaux de distribution. En 1974, de grosses usines de production ont utilisé 2 tonnes de soja par jour pour produire 116 600 poches de tofu.
En 1980, de vastes usines modernes ont produit de 300 000 à 450 000 poches par jour en utilisant des bains de friture à convoyeurs. À cette époque, au Japon, environ un tiers de la consommation de soja sous forme de tofu a été constituée de tofu frit, et 85 % de cette consommation était formée de poches de tofu.